# Kord重機槍
Kord 12.7毫米重機槍（俄語：Корд，全寫：Ковровские ОРужейники Дегтярёвцы，意為：科夫羅夫槍砲技師捷格加廖夫機槍；俄罗斯国防部火箭炮兵装备总局代號：／）是一款系列由俄羅斯聯邦工業設計局中央精密工程研究所（俄語：ЦНИИТОЧМАШ）以NSV重機槍為藍本研製、捷格加廖夫工廠（全稱：開放聯合股份公司“V.A.捷格加廖夫工廠”）生產的12.7毫米（.50英吋）大口徑重機槍，在1998年開始在俄羅斯軍隊服役用以取代舊型號的NSV「岩石」重機槍，發射12.7×108毫米俄羅斯口徑（.50俄羅斯）步枪子彈。
它的設計目的是對付輕型裝甲目標和火力武器，摧毀在2,000公尺（2,187.23碼，6,561.68英尺，1.24英里）範圍內的敵方人員，以及高達1,500公尺（1,640.42码，4,921.26英尺，0.93英里）傾斜範圍內的空中目標。

## 歷史
俄羅斯聯邦研製Kord重機槍的主因是蘇聯解體後，俄羅斯國土內並無重機槍生產線。蘇聯解體前，蘇聯軍隊使用的制式重機槍為NSV重機槍（又稱“Utes”或“Utjos”，在俄羅斯的意思是「懸崖」，這個名字是其研發過程中命名的）機槍。，但負責量產的工廠是位在烏拉爾的科夫羅夫機械廠（英語：Kovrov Mechanical Plant）卻是位於現在的哈萨克斯坦境內。
俄羅斯捷格加廖夫工廠（全稱：開放聯合股份公司“V.A.捷格加廖夫工廠”）被政府委託研製使用.50俄羅斯（12.7×108毫米）子彈、可以用於支持安裝在車輛上或具有防空能力的重型武器的更新版本的工作。其研製成果就是Kord重機槍。
Kord在1990年代完成原型，通過了俄羅斯軍隊測評，自2001年起大量生產服役。除了步兵版本，它亦安裝在俄羅斯的新造主力戰車（如T-90主戰坦克、T-14型主戰坦克）之車長槍塔上，作為戰車的主要防空武器。此外Kord重機槍也廣泛配備給甲車使用的遙控槍塔。

## 設計細節
Kord重機槍的性能、構造和外觀上與NSV重機槍類似，但內部機構進行部分重新設計，提高射擊穩定度與精確度。槍機閉鎖機構由原來的水平旋轉後膛閉鎖改為卡拉什尼科夫樣式轉拴式槍栓閉鎖機構設計。採用長行程活塞傳動，而槍口制退器內的擋板亦是重新設計。這些改進的變化讓這武器的後座力比NSV降低了很多，讓其在持續射擊時有更大的準確性。供彈方向可以很容易地改變，由右邊供彈改為左邊供彈。
Kord重機槍使用了新材料。槍機機構仍然非常堅固，另一方面亦使得其有更高的發射速率和顯著地降低後座力。而經過修改的槍口以上所裝上的制退器亦有於助降低後座力。以新的合金鋼材質製作的可快拆槍管在連射狀態下確保了子彈的彈著密集性。除了使用的開放式可調節機械瞄具以外，機匣的尾部左側亦整合了屬於俄羅斯標準的瞄準鏡導軌，用以裝上PSO-1等快拆式光学瞄准镜。
與其前身和絕大多數其他重機槍都不同的是，Kord重機槍自帶6T19（俄語：6Т19）兩腳架，這讓步兵可以比照通用機槍，在不需要額外攜帶重機槍用三腳架下進行作戰，在其它12.7毫米（.50英吋）口徑重機槍來說較為罕見，但有必要時Kord重機槍也可以裝設在6T7三腳架上，確保重機槍的射程與射角。其相對地較輕的重量和更低的後坐力讓較強壯的士兵不需要協助下搬動機槍，甚至緊握Kord並且以抵腰射姿射擊。（雖然以實際瞄準射擊而言，這並不是標準戰鬥姿勢，並沒有合理的可能性）

## 衍生型
- 6P49（俄語：6П49）：裝上載具以上的基本衍生型。[1]
- 6P50（俄語：6П50）：純步兵用衍生型。[1]
- 6P50-1（俄語：6П50-1）：裝上6T19（俄語：6Т19）兩腳架的步兵用衍生型。兩腳架提供＋／—15°行程範圍。[1]已被改稱為6P57（俄語：6П57）。
- 6P50-2（俄語：6П50-2）：安裝在6U16（俄語：6У16）多用途槍架上的步兵用衍生型。[1]已被改稱為6P58（俄語：6П58）。
- 6P50-3（俄語：6П50-3）：安裝在6U16（俄語：6У16）多用途槍架和標準型SP支架的步兵用衍生型。拋殼口改為右側。[1]已被改稱為6P59（俄語：6П59）。
- 6P51（俄語：6П51）：同軸機槍衍生型，左側供彈系統和向前拋殼。[1]

## 遙控武器站
6C21是搭載著Kord重機槍或PKMT同軸機槍的俄製遙控武器站。

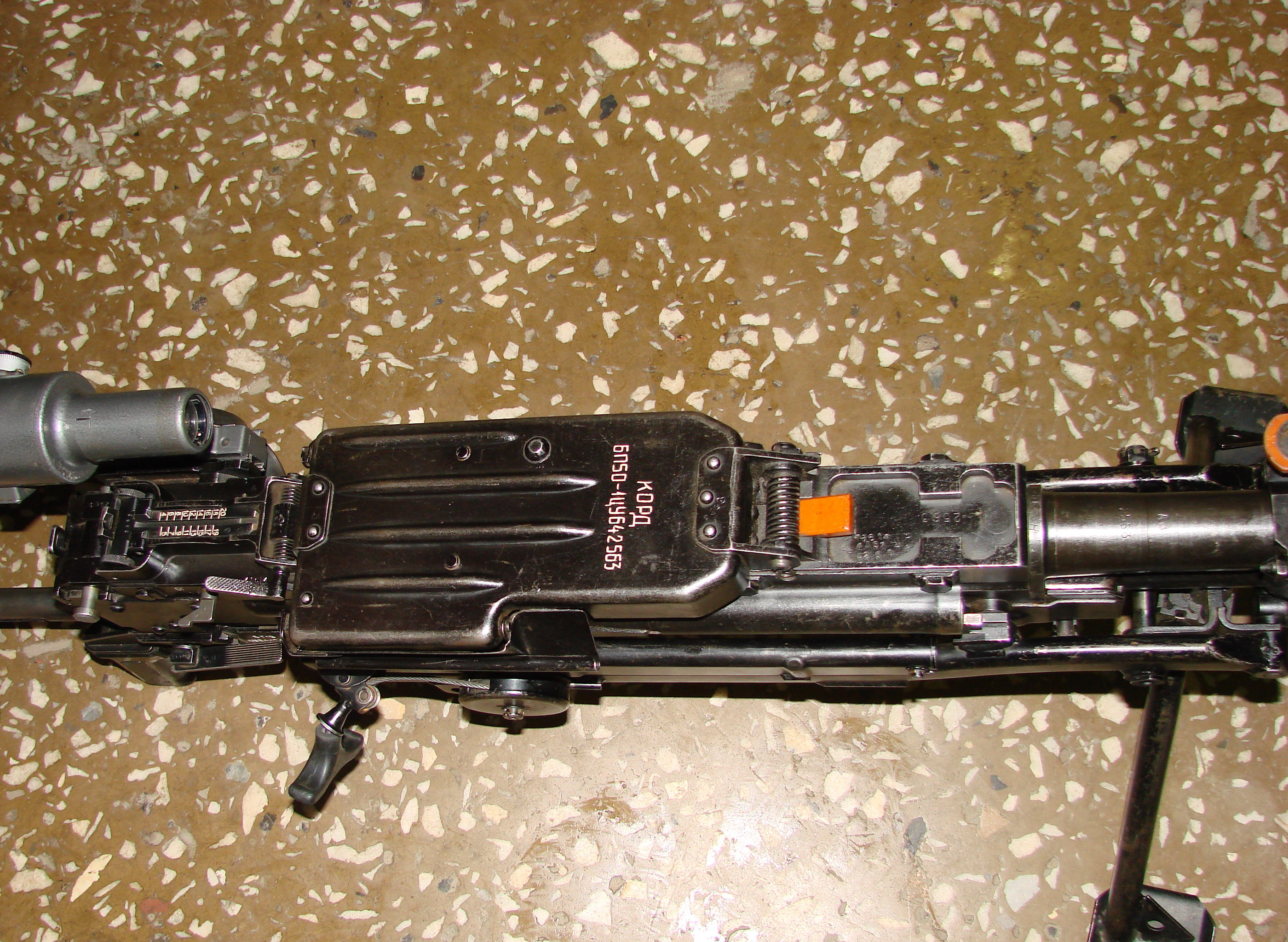

## 使用國
- 亞美尼亞
- 白俄羅斯
- [5]
- 模里西斯
- 纳米比亚
- 俄羅斯[6]
- 叙利亚[7]
- 乌克兰：繳獲自俄軍。

## 流行文化
Kord重機槍同時出現在电影、电視劇和电子游戏裡，例如：

### 電影
- 2002年—《反恐戰線》：架設在6T7步兵三腳架上、裝上SPP瞄準鏡並且由俄军战俘艾云·叶尔马科夫（Ivan Yermakov，阿列克謝·恰多夫飾演）在車臣武裝份子大本營期間使用。

### 電子遊戲
- 2005年—：安裝在T-90主戰坦克（乘員武器）、GAZ 39371沃德尼克中型越野載具（乘員武器，連機槍防盾）、FAV步兵戰鬥車（乘員武器）和Mi-17「河馬-H」運輸直升機（第2及第3乘員武器）上並且由中東聯盟所使用。
- 2005年—《真實計劃》：
  - 安裝在Mi-17「河馬-H」運輸直升機和重機槍巢穴內的三腳架上並且由中東聯盟所使用。
  - 安裝在Mi-8「河馬」運輸直升機、T-90主戰坦克（指揮官指令）和重機槍巢穴內的三腳架上並且由俄羅斯軍隊所使用。
- 2008年—：單人模式之中架設在機槍巢穴內、裝上彈道防盾和瞭望塔並且由俄羅斯軍隊和中東聯盟所使用；多人聯機模式時架設在多張地圖上（連機槍防盾）以及安裝在T-90主戰坦克、沃德尼克四驅車（連機槍防盾）、眼鏡蛇四驅裝甲車（乘員武器，連機槍防盾）、CAV四驅車和輕型巡邏艇上並且由俄羅斯軍隊所使用。
- 2009年—：安裝在T-72和T-90主戰坦克以及架設在三腳架上並且由假想敵（OPFOR）派系所使用。
- 2010年—：單人模式之中命名為「Kord重機槍」，安裝在沃德尼克四驅車（乘員武器）和CAV四驅車上並且由俄羅斯軍隊所使用；多人聯機模式時則命名為「重機槍」，安裝在T-90主戰坦克（乘員武器）、BMD-3步兵戰車（乘員武器）、Vodnik四驅車（乘員武器）、眼鏡蛇4WD裝甲車（乘員武器，連機槍防盾）和CAV四驅車（第3乘員武器，俄羅斯軍隊取代XM312的武器）以及架設在三腳架上並且主要由俄羅斯軍隊所使用（部份地圖則由美軍所使用）。
- 2011年—：安裝在VDV越野車（乘員武器）、GAZ-3937沃德尼克（藉由遙控武器系統的乘員武器）、武裝改裝車（主要武器）、RHINO（藉由遙控武器系統的主要武器）、BMP-2M步兵戰車（藉由遙控武器系統的乘員武器）、BTR-90步兵戰車（藉由遙控武器系統的乘員武器）、SPRUT-SD驅逐戰車（替代武器）和T-90A主戰坦克（藉由遙控武器系統的乘員武器和替代武器方面的「同軸重機槍」）上並且由俄羅斯軍隊所使用，單人模式之中亦可被美国海军陆战队第一侦察营“迷斯菲1-3”（Misfit 1-3）五人战术小队成員亨利·布列克上士（SSgt. Henry "Black" Blackburn）所繳獲。
- 2013年—：安裝在烏克蘭設計的奇格勒（Grad）無人載具的後部艙門上，主要於“地堡”模式時，頭部區段降低並抬高了後方上部裝置以後使用。
- 2013年—：安裝在VDV越野車（主要武器）、SPM-3（藉由遙控武器系統的乘員武器）、BTR-90步兵戰車（藉由遙控武器系統的乘員武器）、BMP-2M步兵戰車（乘員武器）、T-90A主戰坦克（乘員武器和替代武器方面的「同軸重機槍」）、HT-95列夫科夫懸浮坦克（英语：Hovercraft tank）（藉由遙控武器系統的乘員武器和替代武器方面的「同軸重機槍」）和架設在三腳架上（連機槍防盾）並且被俄羅斯軍隊所使用，單人模式之中亦安裝在被美国海军陆战队精英小隊「墓碑」隊長丹尼爾·雷克（Daniel Recker）於新加坡任務期間奪取的高機動車上面並由其使用。
- 2019年—《少女前線》：在2019年夏季活動—裂變鏈接中作為5星機槍人形加入。
- 2017年—《逃離塔科夫》在地圖（街區）和（儲備站）中設置為固定式操作武器。

## 資料來源
1. 1 2 3 4 5 6 7 8 9  .
2. ↑  .   [2012-08-05]. （原始内容存档于2007-10-24）.
3. ↑  Russian Udarnaya Sila TV show, excerpt showing Russian officer firing Kord from the hip while moving  （页面存档备份，存于）
4. ↑  .   [2018-07-28]. （原始内容存档于2017-10-19）.
5. ↑  .   [2018-07-28]. （原始内容存档于2018-05-22）.
6. ↑  .   [2018-07-28]. （原始内容存档于2017-07-30）.
7. ↑  .   [2018-07-28]. （原始内容存档于2015-07-17）.

- Koll, Christian. . Austria: Koll. 2009: 70  [2020-09-26]. ISBN 978-3-200-01445-9. （原始内容存档于2009-10-19）.

## 外部連結
- （英文）—V.A. Degtyarev Plant – official site
- （英文）—Modern Firearms—Kord 12.7 6P50 heavy machine gun
- （英文）—The Firearm Blog.com—
  - THE PROVING GROUND: KORD and ASVK （页面存档备份，存于）
  - Kalashnikov Concern, Tula, TsNIITochMash at IDEX（页面存档备份，存于）
  - Soldier Wielding a Kord Heavy Machine Gun （页面存档备份，存于）
- （英文）—Zonawar.ru—«KORD» large caliber machine gun
- （英文）—Military, Security and Civilian Guns and Equipment—Kord-12.7mm (HMG) （页面存档备份，存于）
- （英文）—Nazarian`s Gun`s Recognition Guide—Kord 12.7 （页面存档备份，存于）
- （英文）—YouTube上的NEW-2009 Kord 12.7 mm Russian HEAVY MACHINE-GUN
- （俄文）—«Оружейная Правда». Описание и руководство （页面存档备份，存于）
- （俄文）—Пулемет «КОРД»
- （俄文）—Корд 12,7
- （俄文）—Пулемет «Корд» （页面存档备份，存于）
- Image of Kord on Tripod （页面存档备份，存于）
- （简体中文）—D Boy Gun World（槍炮世界）—Kord-12.7机枪 （页面存档备份，存于）
- （简体中文）—新浪军事—俄陆军即将装备新型科尔德12.7毫米机枪 （页面存档备份，存于）